# Aston Martin DB2/4
Der Aston Martin DB2/4 ist ein Sportwagen des Automobilherstellers Aston Martin. Die Konstruktion des von 1953 bis 1959 angebotenen Modells beruhte auf dem DB2, den er ersetzte. Allerdings war er als 2+2-Sitzer ausgelegt und hatte somit zusätzlich zwei Notsitze im Fond. Als eines der ersten Fahrzeuge hatte der Wagen eine neuartige Heckklappe. Weitere Änderungen waren eine Panoramawindschutzscheibe, größere Stoßfänger und versetzte Scheinwerfer. Wie beim Vorgängermodell gab es auch ein Cabriolet, und wenige, von Bertone gebaute Spider.

## Mark I
Der Mark I war mit dem von Walter Owen Bentley entworfenen Lagonda-Sechszylinder Doppelnockenwellenmotor ausgestattet, der auch in der Vantage-Version des DB2 eingesetzt wurde. Der Hubraum der VB6E-Maschine betrug 2580 cm³, die Leistung 125 bhp (92 kW). Ab Mitte 1954 verbaute man den VB6/J-Motor mit 2922 cm³ und 140 bhp (103 kW), der den Wagen bis auf 192 km/h beschleunigte.
102 Exemplare der insgesamt 565 Mark I-Modelle wurden als Cabriolet ausgeführt. Eines tauchte in dem Alfred-Hitchcock-Film Die Vögel auf.
Drei Werkswagen wurden 1955 für die Rallye Monte Carlo bereitgestellt, und zwei für die Mille Miglia, aber die Firma konzentrierte sich eher auf den Einsatz des Rennwagenmodells DB3.

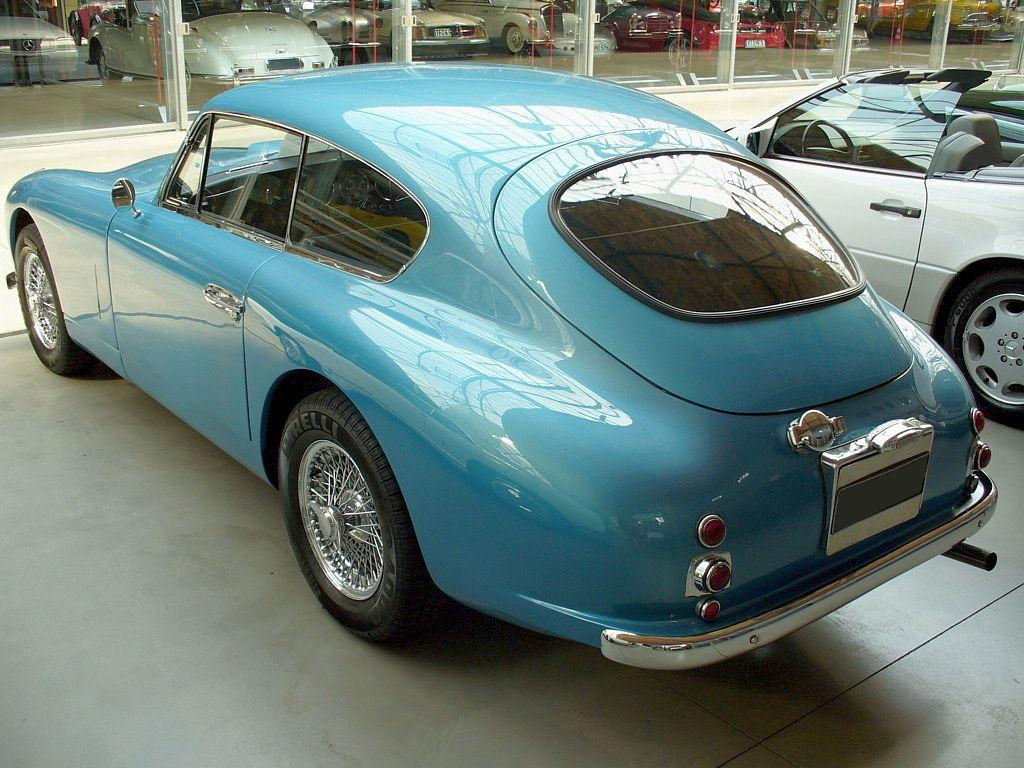
Heckansicht
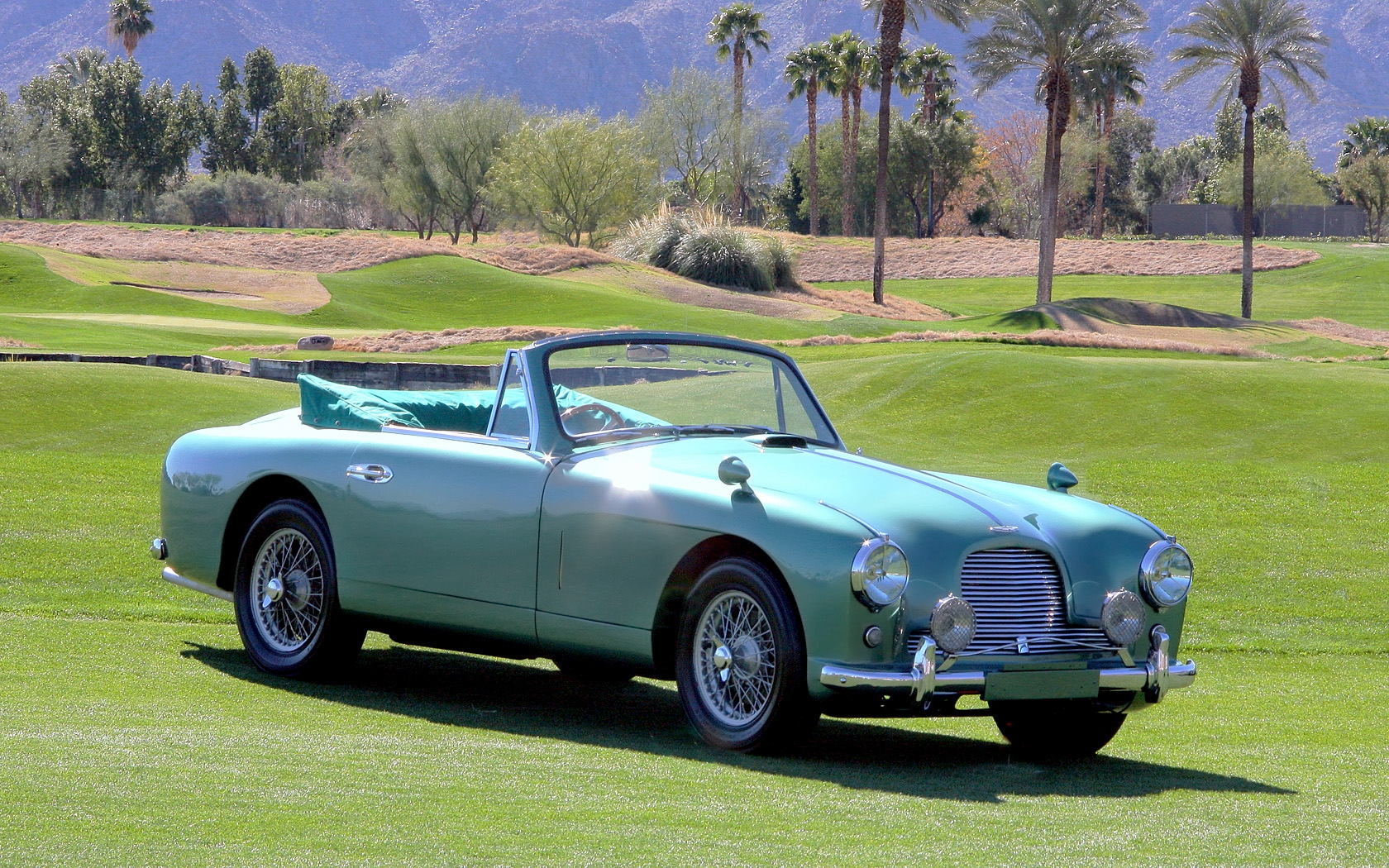
Aston Martin DB2/4 Mark I Convertible (1953–1955)
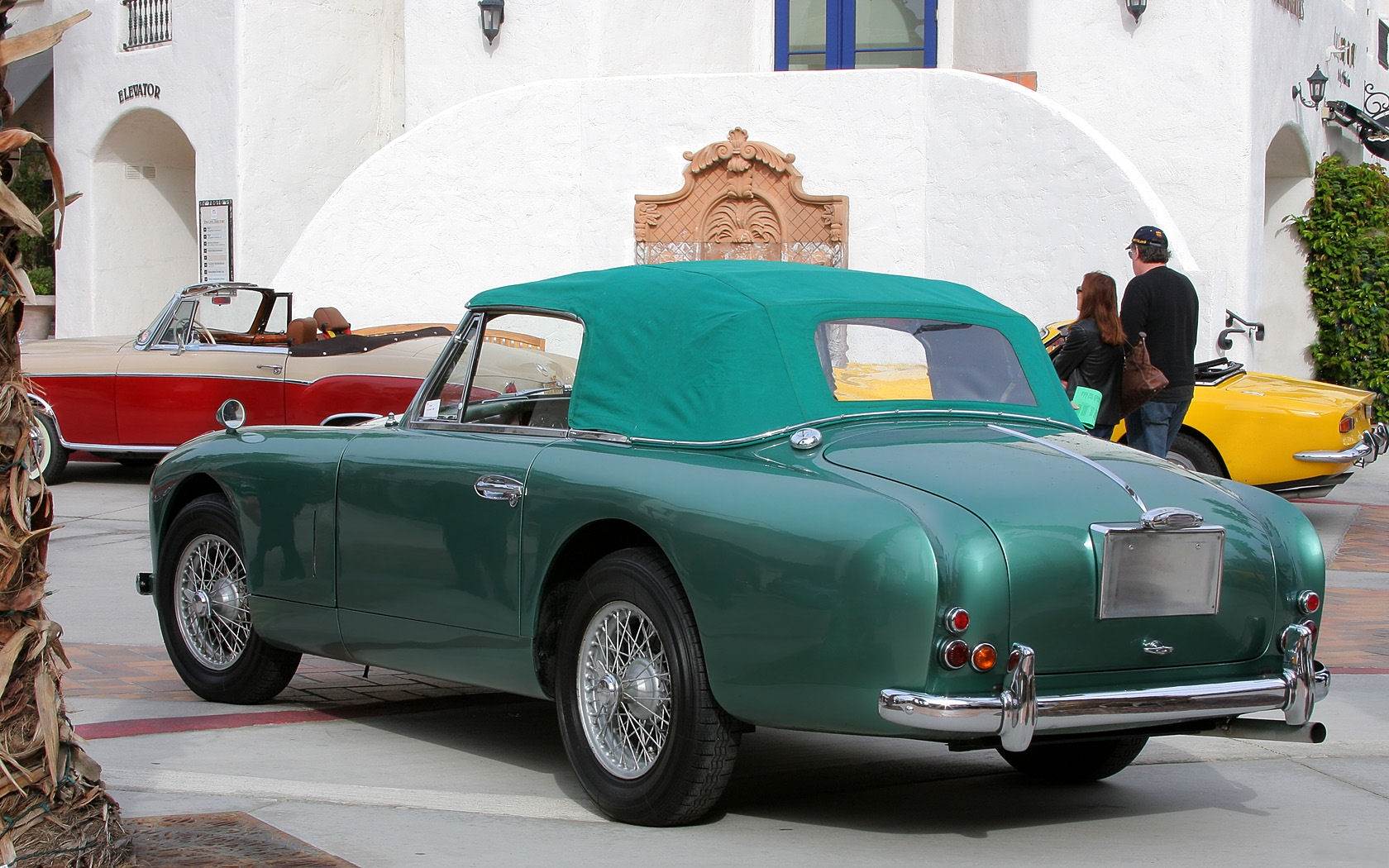
Heckansicht des Convertible

## Mark II

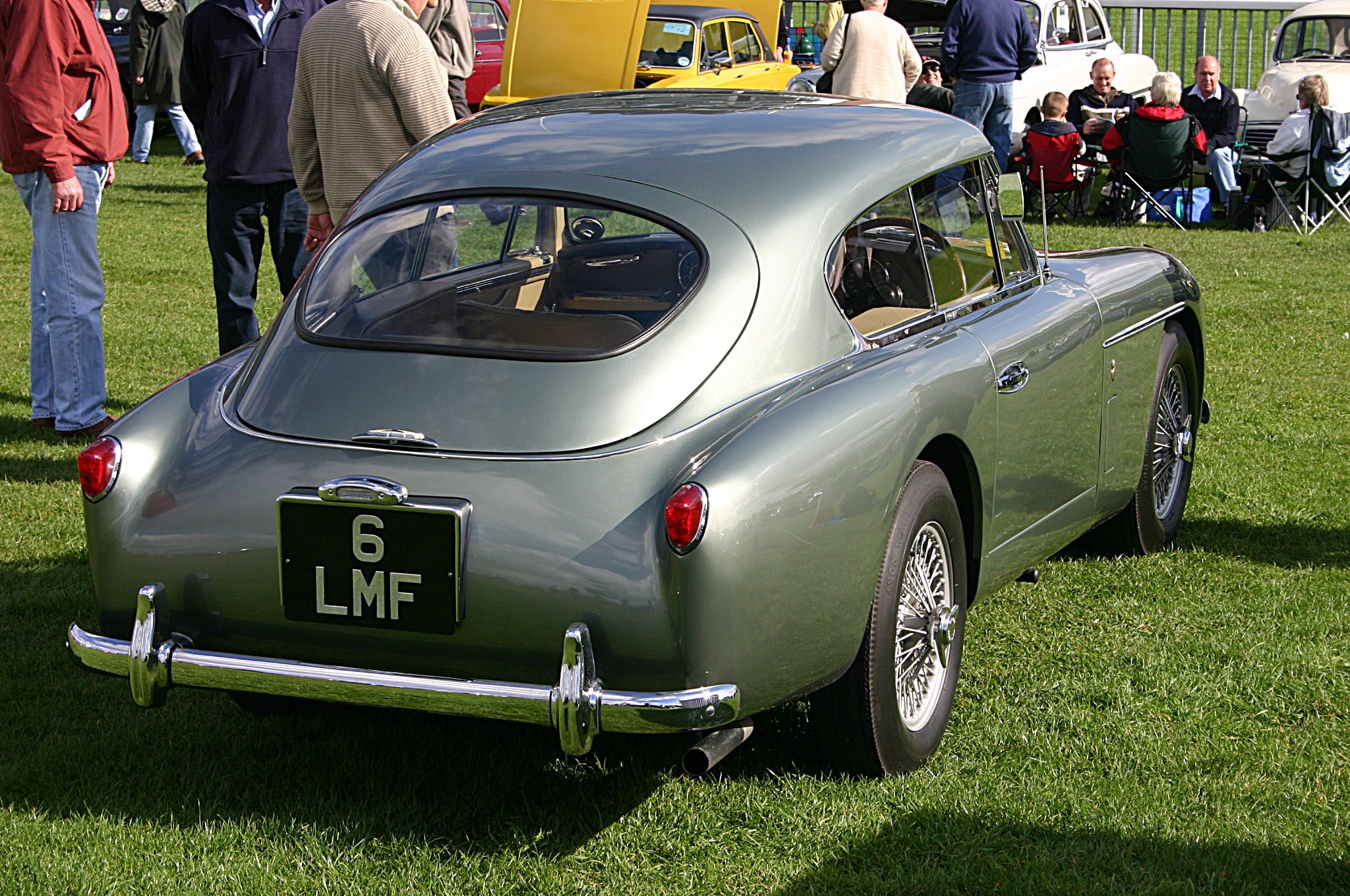
Heckansicht

Das 1955 eingeführte Mark II-Modell hatte wahlweise einen Motor mit größeren Ventilen, der 165 bhp (121 kW) entwickelte. Weitere Veränderungen beliefen sich auf kleine Heckflossen, blasenförmige Rücklichter wie beim Hillman Minx und zusätzliche Chromverzierungen. Ein zweisitziges Coupé war auch neu auf dem Markt; das Cabriolet wurde weiterhin gebaut. Von insgesamt 199 Mark II-Modellen wurden nur 30 als Coupé gebaut.
Drei Mark II-Fahrgestelle sandte man an die Carrozzeria Touring in Italien, um daraus Spidermodelle zu entwickeln. Touring half später Aston Martin mit dem „Superleggera“ bei der Konstruktion des DB4.
Eine entscheidende Veränderung hinter den Kulissen bei der Einführung des Mark II war die Übertragung der Verantwortung für die Karosserie vom Werk Feltham an die Tickford Coachbuilding Works in Newport Pagnell. David Brown kaufte diese Werke 1954 und verlegte beim Produktionsbeginn des DB4 die gesamte Fertigung dorthin.

## Mark III
1957 wurde das Modell DB2/4 Mark III – oft auch nur DB Mark III oder Mark III genannt – eingeführt. Es hatte den weiterentwickelten 2,9-Liter-Motor des Mark II. Weitere Änderungen betrafen den Kühlergrill, der nun dem des DB3/S ähnlich sah, ein neues Armaturenbrett und die Möglichkeit, Girling-Scheibenbremsen einbauen zu lassen. Ebenfalls neu gab es die hydraulische Kupplung, auf Wunsch ein Overdrive von Laycock-de-Normanville oder – ebenfalls auf Wunsch – eine Getriebeautomatik. Lenkungs- und Antriebsachsenkonstruktion wurden vom Vorgängermodell übernommen. Die Heckflossen wurden auch abgeändert, sodass die Rücklichter des Humber Hawk Verwendung finden konnten.
Zum vom Mark II übernommenen Standardmotor DBA war optional ein Doppelauspuff erhältlich, der die Motorleistung auf 178 bhp (131 kW) ansteigen ließ. So ausgestattet erreichte der Wagen 100 km/h in 9,4 s und fuhr 192 km/h schnell. Eine optional verfügbare Hochleistungsmaschine, Typ DBB, mit drei Weber-Vergasern, schärferer Nockenwelle und Doppelauspuff erreichte 195 bhp (143 kW), ist aber seltener als die DBD-Maschine im mittleren Leistungsbereich von 180 bhp (132 kW).
Girling-Scheibenbremsen erhielten alle Mark III ab dem 101. Exemplar als Grundausstattung. Viele früher hergestellte Autos wurden nachgerüstet.
Von insgesamt 551 Exemplaren wurden nur fünf mit Getriebeautomatik gebaut.
Ein Bericht in der Zeitschrift Road & Track im Jahre 1959 lobte den Wagen sehr, tadelte aber seinen hohen Preis von 7.450 US$. „Der Aston Martin hat viele Vorzüge und wenig Fehler.“ Zu letzteren gehörten eine schwergängige Lenkung, hohe Schweller und geringe Wendigkeit. Nicht erwähnt wurde die neue Kombicoupé-Konstruktion mit Heckklappe und umlegbaren Rücksitzen, die schon im Mark I 1953 eingeführt worden waren.
Es wurden, wie vom Vorgängermodell, auch wieder Coupé- und Cabrioletvarianten angeboten. Fünf Coupés mit DBB-Maschine und 84 Cabriolets wurden hergestellt. Beide Varianten hatten keine Heckklappe, sondern einen konventionellen Kofferraumdeckel.
Im Roman Goldfinger fährt James Bond einen Aston Martin DB 2/4 Mark III. Allerdings wird dieser fälschlicherweise als DB III bezeichnet. Es ist der einzige Wagen in den James-Bond-Romanen, der mit Spezialausstattungen versehen ist. Im Film, der ein halbes Jahrzehnt später herauskam, wurde ein Aston Martin DB5 eingesetzt, da dieser zum Zeitpunkt der Dreharbeiten das aktuelle Modell war.

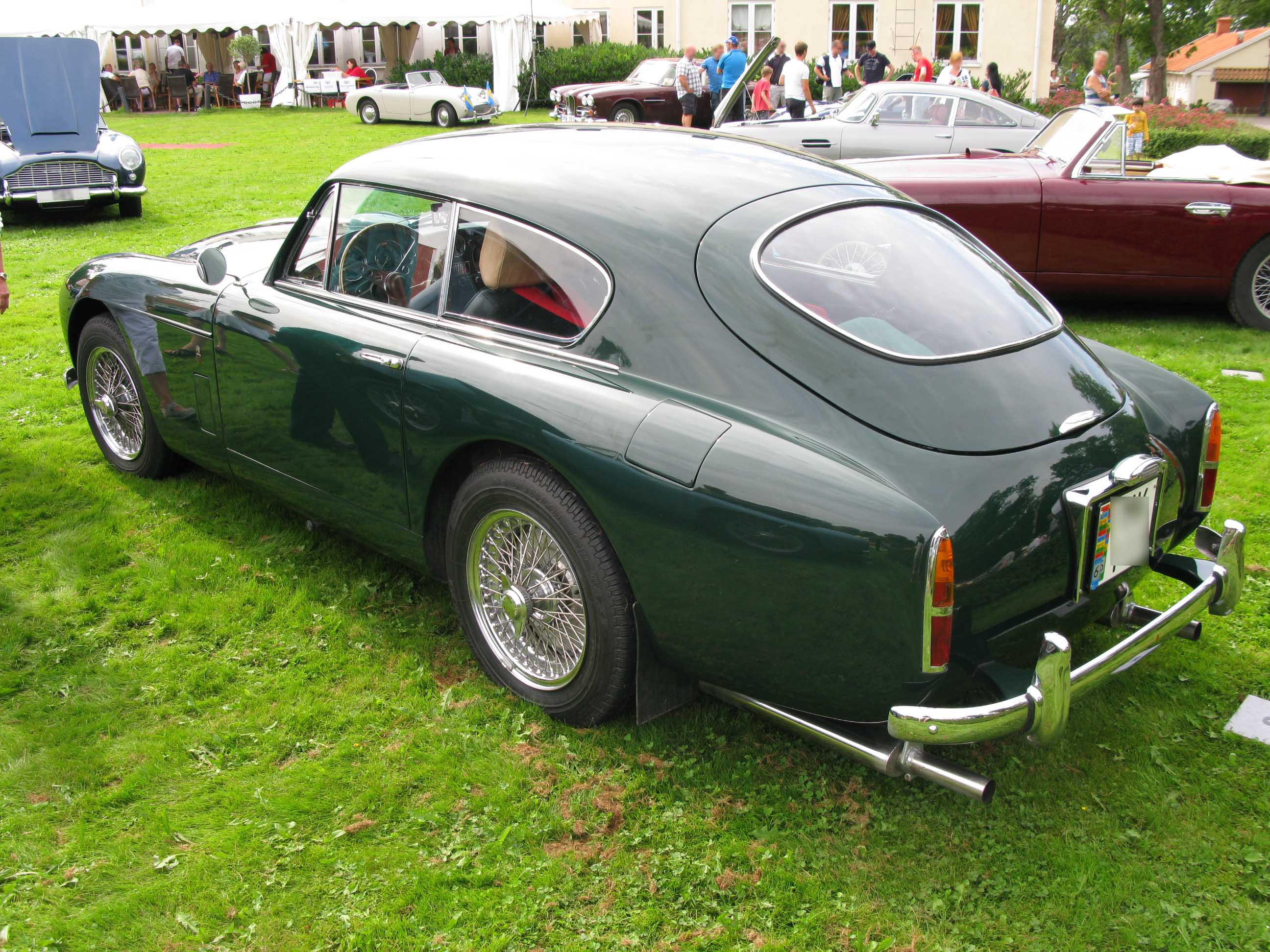
Heckansicht
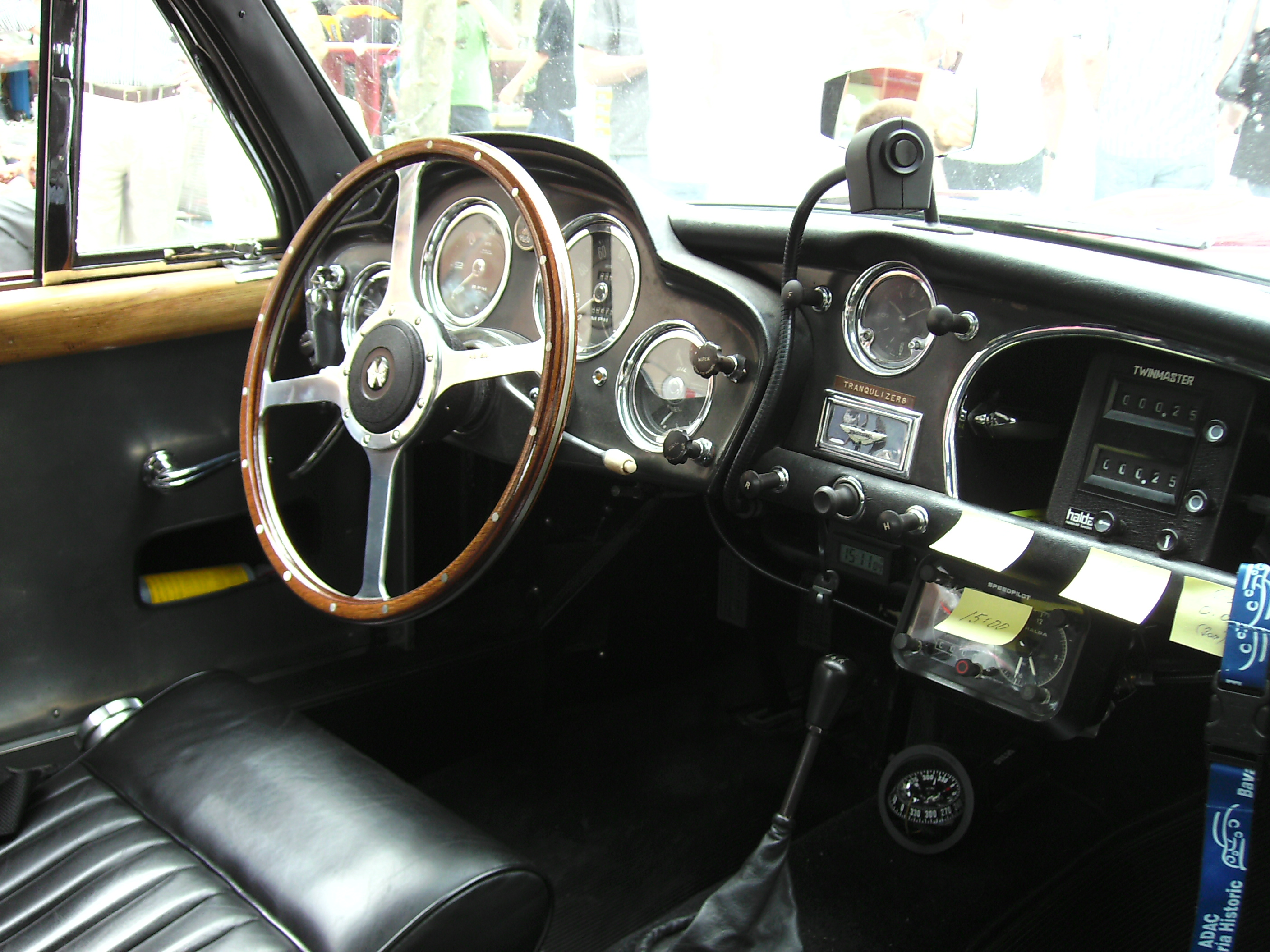
Interieur
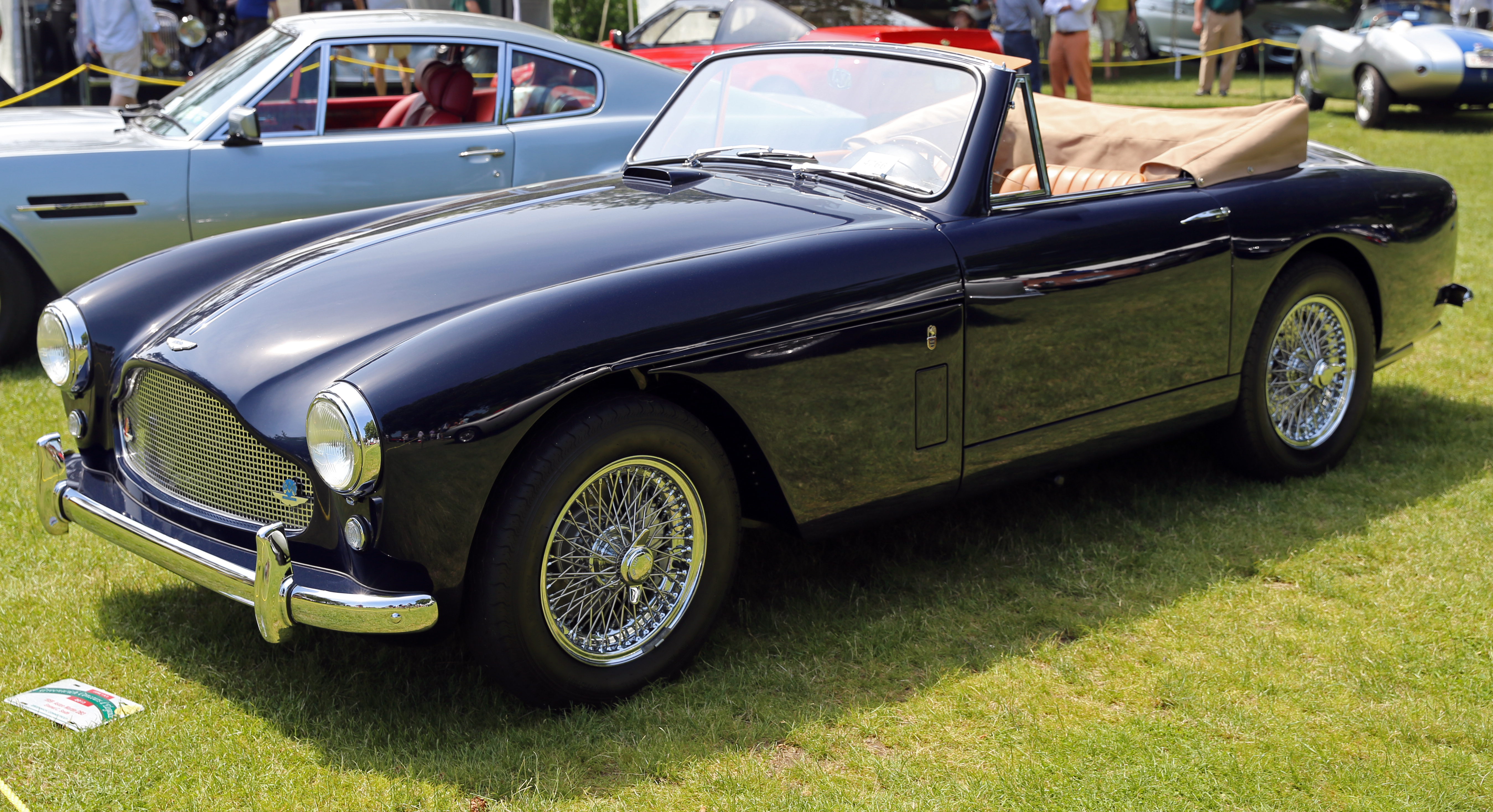
Aston Martin DB2/4 Mark III Convertible (1957–1959)

## Produktion
- Mark I: 565 Stück
  - davon Cabriolets: 102 Stück
  - davon Bertone-Spider: 4 oder 5 Stück
- Mark II: 199 Stück
  - davon Coupés: 34 Stück
  - davon Cabriolets: ca. 16 Stück
  - davon Touring-Spider: 3 Stück
- Mark III: 551 Stück
  - davon Cabriolets: 84 Stück
    - davon mit DBA-Motor: 68 Stück
    - davon mit DBB-Motor: 2 Stück
    - davon mit DBD-Motor: 14 Stück

  - Coupés: 5 Stück